# Дот-Эспиноза, Аиноа
Аиноа Дот-Эспиноза (фр. Aïnhoa Dot-Espinosa, родилась 15 мая 2005) — французская гимнастка, выступающая в соревнованиях по художественной гимнастике, член сборной Франции.

## Биография
Аиноа начала заниматься художественной гимнастикой ещё в 2007 году, когда ей было два года. У неё есть сестра Тельма, которая также занимается художественной гимнастикой. Аиноа специализируется на выступлениях с мячом и булавами, занимаясь регулярно по 40 часов в Национальном институте спорта, экспертизы и выступлений в Париже. Она заявляла, что намерена выступить на Парижской Олимпиаде 2024 года.
Первые тренеры — Жанна Дот, Изабель Андре и Снежана Младенова. Нынешние тренеры — Анна Баранова и Сара Байон, хореограф — Грегори Милан. В национальную сборную Аиноа была приглашена впервые в 2019 году, дебютировав по-настоящему в 2022 году на мартовском этапе Кубка мира в Афинах и выиграв золотую медаль в групповом многоборье. В апреле она в составе команды стала бронзовым призёром в групповом многоборье и выступлении с 5 обручами на этапе в Софии. В июне Дот в составе группы выступила на этапе Кубка в Пезаро, заняв 6-е место в групповом многоборье и 4-е с 5 обручами.
На чемпионате Европы в Тель-Авиве Ноа заняла 6-е место в составе сборной Франции в групповом многоборье, 7-е место в финале с 5 обручами и 5-е место с 3 лентами и 2 булавами. В сентябре она выступила на чемпионате мира в Софии: в команде были Эмма Делен, Элеонор Кабюре, Манель Инахо, Эшли Жюльен и Лоцеа Виларино, а также две выступающие индивидуально гимнастки Элен Карбанов и Маэль Мийе. Франция заняла 11-е место в многоборье.
Вне спорта она увлекается чтением, танцами, кино и музыкой, мечтает стать хирургом-педиатром. Владеет французским, английским и испанским языками. В 2019 году была приглашена для участия в серии игр шоу «Форт Боярд»: участники шоу соревновались с ней в небольших мини-играх.